# L'amore è quando c'è
L'amore è quando c'è è un album discografico del cantautore italiano Mario Lavezzi, pubblicato nel 2011.

## Tracce
1. Stella – 3:26
2. Molto di più – 4:15
3. Non è una bella idea – 3:45
4. Ho visto un bambino in mezzo al mare – 3:58
5. L'amore è quando c'è – 3:44
6. Una speranza nuova – 4:06
7. Imperscrutabili – 3:46
8. Chiuso per ferie – 3:09
9. I sogni restano sogni – 3:33
10. Gorilla – 3:54
11. L'amico latino – 3:39
12. Innamorato – 3:28

Durata totale: 44:43